# Narcolessia
La narcolessia è una malattia neurologica caratterizzata da ipersonnia, i cui sintomi principali sono:
- eccessiva sonnolenza diurna: mediamente ogni due ore, il narcolettico prova il progressivo ma irresistibile ed improcrastinabile impulso ad addormentarsi;
- cataplessia: in presenza di emozioni, riso, imbarazzo, collera, i soggetti narcolettici possono perdere le forze fino a non essere più in grado di rimanere in piedi;
- allucinazioni ipnagogiche: il soggetto narcolettico ha delle allucinazioni simili a "sogni ad occhi aperti", che in alcuni casi si sovrappongono alla realtà e interagiscono con essa;
- paralisi del sonno: subito prima di addormentarsi o subito dopo il risveglio il corpo del soggetto narcolettico è completamente paralizzato pur essendo questi perfettamente cosciente.

La contemporanea presenza dei sintomi della narcolessia e della cataplessia, associati o meno alla comparsa di allucinazione ipnagogiche e paralisi del sonno, è detta Sindrome di Gélineau.

## Sintomi

### Come si manifesta la malattia
Chi è affetto da narcolessia subisce attacchi di sonno improvviso durante il giorno, di solito preceduti da sonnolenza. Può essere difficile per un ammalato rimanere sveglio durante gli orari di scuola o di lavoro. Gli attacchi di sonno: 
- possono durare dai 15 ai 60 minuti ciascuno circa;
- possono verificarsi più volte nell'arco di una giornata;
- di solito accadono dopo l'assunzione di cibo, ma possono verificarsi in qualsiasi momento, come ad esempio durante la guida, durante una conversazione, o durante altre situazioni in cui c'è poco movimento;
- in alcuni soggetti l'intensità dell'attacco è caratterizzata da una discreta progressività temporale che gli permette di interrompere consciamente le proprie azioni ed appartarsi in un luogo adatto prima di crollare a dormire.

A volte la persona può avere allucinazioni da sogno prima di dormire o durante un attacco. Quando ci si sveglia ci si sente riposati anche dopo un breve attacco. 
La narcolessia può anche essere associata a una temporanea e improvvisa debolezza muscolare chiamata cataplessia, che di solito è causata da forti emozioni. Questo può essere associato a reazioni emotive come rabbia o risate ed essere simile alle crisi epilettiche e può comportare:
- improvvisa perdita di tono muscolare;
- temporanea incapacità di usare i muscoli (paralisi del sonno): questa condizione si verifica immediatamente dopo il risveglio o con l'insorgenza della sonnolenza.

### Eccessiva sonnolenza diurna
Eccessiva sonnolenza diurna, con attacchi di sonno pluriquotidiani, non procrastinabili e talora non preavvertiti. Il sonno totale nelle 24 ore è generalmente entro la norma: sono la continua predisposizione alla sonnolenza e all'addormentamento e le circostanze nelle quali ciò si verifica ad essere inusuali. Infatti, i narcolettici possono addormentarsi nei momenti meno appropriati, ad esempio nel corso di una conversazione, mentre stanno seduti in classe, mentre stanno aspettando l'autobus o mangiando. 
L'eccessiva sonnolenza diurna, così come gli altri sintomi, deriva dalla difficoltà del narcolettico a raggiungere il sonno profondo durante la notte. Rimanendo per la maggior parte del tempo nella fase R.E.M., il cervello non riposa a sufficienza, creando le premesse per i sintomi diurni.
Buon metodo per alleviare, almeno in parte, il problema, consiste nel ricercare dei brevi sonnellini (anche solo 15/20 minuti), ogni 2 ore circa.

### Cataplessia
La cataplessia è caratterizzata da una repentina perdita del tono muscolare in seguito a una forte emozione, frequentemente sono causati dalle risate, da una rabbia improvvisa, da uno sforzo fisico o da un'attività sessuale. Rappresenta il secondo più comune sintomo di narcolessia ed è presente in circa l'80% dei casi pediatrici. Il soggetto durante la crisi non perde coscienza e di solito il ricordo dell'evento è conservato. Gli episodi possono durare da qualche secondo a qualche minuto con una completa risoluzione dopo la crisi.

### Allucinazioni ipnagogiche/ipnopompiche
Sono caratterizzate da allucinazioni uditive e visive spesso descritte come sogni che si verificano durante le fasi di passaggio sonno/veglia all'inizio del sonno (allucinazioni ipnagogiche) ed alla fine del sonno (allucinazioni ipnopompiche).

### Paralisi ipnagogica
Sono caratterizzate dall'inabilità da parte dell'individuo di muoversi o parlare, sia durante le fasi di addormentamento che durante la fase R.E.M.. La durata del fenomeno può variare da alcuni secondi a diversi minuti. Le paralisi regrediscono spontaneamente.

### Sonno notturno disturbato - insonnia
Nonostante il soggetto affetto da Narcolessia non abbia difficoltà a prendere sonno, il sonno notturno è disturbato da molti risvegli, spesso prolungati e da sogni terrificanti..

## Diagnosi
La Narcolessia viene diagnosticata a seguito di attente analisi presso i centri del sonno da neurologi specializzati sui disturbi del sonno.
Il primo passo da fare è riconoscersi nei sintomi. Utile può essere affrontare questi test:
- Pre-Test
- Questionario sulla sonnolenza - Epworth Sleepiness Scale (ESS) - versione italiana (Vignatelli et al. 2002)
- Questionario di Bologna sulla cataplessia (QBC) (D'Alessandro et al. 1995)
- Questionario sul russamento - BERLIN QUESTIONNAIRE (Netzer et al. 1999)

Tramite il test Epworth Scale (Scala della sonnolenza di Epworth) si può inizialmente verificare se sia presente una sonnolenza soggettiva di grado marcato e quindi verificare se sia il caso di recarsi in un centro del sonno per fare una visita atta a indagare le caratteristiche e possibili cause di tale sonnolenza diurna. Presso questi centri sarà possibile misurare la sonnolenza.
Lo strumento principale per la caratterizzazione dell'eccessiva sonnolenza diurna ai fini dell'inquadramento diagnostico è il Multiple Sleep Latency Test (MSLT). Si tratta di una misurazione standardizzata della tendenza fisiologica ad addormentarsi durante le normali ore di veglia e serve a quantificare la sonnolenza (in termini di propensione al sonno), oltre che a caratterizzare il processo dell'addormentamento. Tramite questo test viene misurata la velocità con la quale l'individuo si addormenta in sonnellini sequenziali durante il giorno. Vengono effettuate quattro o cinque registrazioni polisonnografiche eseguite in una giornata, ad intervalli regolari (due ore) e con inizio alle 9-10 del mattino, o comunque entro 1,5-3 ore dal risveglio dal sonno notturno, documentato tramite polisonnografia. La polisonnografia serve per misurare con almeno tre canali elettroencefalografici, due elettro-oculografico, uno elettromiografico ed uno elettrocardiografico sia lo stato di veglia che le fasi del sonno per tutta la durata del test.
Un passo successivo riguarda la misurazione del dosaggio del livello liquorale di ipocretina/orexina. Dalla scoperta del neurotrasmettitore ipocretina/orexina, numerose ricerche indipendenti hanno dimostrato come tale peptide, sia patologicamente ridotto (spesso fino ad essere indosabile) nella Narcolessia con Cataplessia. È anche emerso che, i pazienti con sonnolenza caratterizzata da addormentamenti in sonno REM (i.e. di tipo narcolettico), con ipocretino-deficienza e senza cataplessia, quest'ultima aveva un'altissima probabilità di comparire entro i dieci anni successivi all'inquadramento diagnostico. Tale evidenza nel contesto delle ipersonnie di origine centrale ha determinato un valore progressivamente crescente di tale dosaggio nell'ambito dell'inquadramento diagnostico, al punto che l'attuale classificazione internazionale dei disturbi del sonno afferma che di per sé l'ipocretino-deficienza assume un valore maggiore degli accertamenti neurofisiologici (polisonnografia e test delle latenze multiple dell'addormentamento) e permette di porre diagnosi di Narcolessia di tipo 1 anche in assenza di addormentamenti in sonno REM e/o di cataplessia. È fondamentale considerare come siano pochi i centri che in Europa e a livello Internazionale siano in grado di effettuare tale dosaggio e soprattutto come esso richieda procedure standardizzate e riproducibili per ridurre il rischio di falsi positivi o negativi. Infine, ma non meno importante, sarà necessario escludere altre cause di sonnolenza.
Nell'ambito dell'inquadramento di sospette forme di ipersonnia del sistema nervoso centrale, un elemento chiave è l'esclusione di altre e più comuni cause di sonnolenza. Tale procedura, richiede un ruolo importante del clinico esperto in medicina del sonno che, attraverso un'accurata anamnesi, deve poter mettere in atto differenti e variegate procedure strumentali di indagine atte a rispondere a specifici quesiti. In questo contesto, sia davanti a una possibile narcolessia, sia ad altra causa di sonnolenza diurna, è di vitale importanza ricordare la intrinseca multidisciplinarità della medicina del sonno e la possibilità di avvalersi di altri specialisti (l'endocrinologo, il pediatra, lo psicologo, lo psichiatra, il neuropsichiatra infantile, lo pneumologo, etc…) per giungere ad un corretto inquadramento.
Tra gli strumenti a disposizione, senza entrare nel merito delle specifiche indicazioni nonché dei vantaggi/svantaggi di ciascuna metodica, in funzione dello specifico quesito clinico, ricordiamo i monitoraggi cardiorespiratori, la polisonnografia (sia ambulatoriale che in laboratorio), la polisonnografia dinamica (i.e. almeno 24 ore di registrazione), l'actigrafia (monitoraggio dell'attività motoria per almeno 7 giorni), i diari del sonno, e numerosi questionari validati che forniscono una stima delle abitudini di sonno e dei possibili disturbi del sonno (apnee, insonnia) del soggetto.
Inoltre, essendo la narcolessia di tipo 1 associata a specifici alleli del sistema HLA (in particolare all'HLA-DQB1*06:02), è spesso utile effettuare anche questo test genetico che può orientare eventuali ulteriori accertamenti strumentali e di neuroimmagine. Infatti un HLA negativo in un caso con sintomi tipici di narcolessia ed accertamenti neurofisiologici positivi potrebbe suggerire la presenza di cause rare di narcolessia (come alterazioni anatomiche cerebrali o alterazioni genetiche), mentre in un caso di per sé di dubbio inquadramento contribuisce a determinare l'esclusione della diagnosi.

## Terapia
Non vi è alcuna cura conosciuta per la narcolessia. L'obiettivo del trattamento è quello di controllare i sintomi. Adeguamenti nello stile di vita e di apprendimento per far fronte alle emozioni e altri effetti della malattia possono migliorare il funzionamento del lavoro e delle attività sociali. Ciò comporta:
- mangiare frutta e verdura durante il giorno ed evitare pasti pesanti prima di importanti attività;
- pianificazione di un breve pisolino (da 10 a 15 minuti) dopo i pasti se possibile;
- pianificazione di un pisolino per il controllo del sonno diurno e ridurre il numero di imprevisti e improvvisi attacchi di sonno;
- informare gli insegnanti e le autorità di vigilanza circa la condizione di quanti sono stati colpiti da narcolessia, in modo da non punirli per essere "pigri" a scuola o al lavoro;
- la prescrizione di farmaci. Quest'ultima non è obbligatoria in tutti i casi, ma a volte risulta necessaria.

Alcuni farmaci prescrittibili per la malattia possono essere:
1. il Modafinil (Provigil): uno stimolante che aiuta a rimanere svegli.
2. le Dextroamphetamine (Dexedrine, DextroStat)
3. il Metilfenidato (Ritalin)
4. il Sodio Oxibato (Xyrem) per la regolazione del sonno notturno al fine di evitare la comparsa precoce di fasi del sonno.
5. il Pitolisant Hydrochlorid (Wakix) che agisce sul recettore H3 dell'istamina.[3]

Questi farmaci possono aiutare a ridurre gli episodi di cataplessia, paralisi del sonno e allucinazioni.
L'ipotesi che attualmente sempre più plausibile è quella che la narcolessia abbia una causa autoimmune, allo stesso modo i farmaci immunosoppressivi a base di cortisone e farmaci antiretrovirali. Sono in corso ulteriori ricerche nella direzione della immunomodulazione.

## Prognosi
La narcolessia è una malattia cronica, che dura tutta la vita. Non si tratta di una malattia mortale, ma può essere pericolosa se gli episodi si verificano durante la guida, l'uso di macchinari o attività simili. La narcolessia può essere controllata con la terapia del sonno. I trattamenti degli altri disturbi del sonno sottostanti possono migliorare i sintomi della narcolessia. Eventuali complicazioni possono essere:
- gli infortuni e gli incidenti: se gli attacchi si verificano durante le attività prima descritte;
- riduzione di affidabilità sul luogo di lavoro;
- riduzione delle attività sociali;
- effetti collaterali di farmaci usati per curare la malattia.

## Prevenzione
Non sono noti metodi per la prevenzione della narcolessia e tanto meno per la cura: la terapia può solo ridurre il numero di attacchi. Evitare situazioni che aggravino la condizione se si è inclini ad attacchi di narcolessia può essere una buona soluzione per ovviare al problema.
In molti luoghi, come i parchi divertimenti per esempio, fuori dalle attrazioni vi è scritto per legge se quella sia un'attrazione sconsigliata o meno a persone con questo tipo di malattie, il che aiuta molto ad evitare situazioni spiacevoli.
Il buonsenso può comunque aiutare molto, permettendo di evitare anticipatamente situazioni nelle quali si sa di poter avere un attacco.
La narcolessia è un disordine neurologico caratterizzato da un'incontrollabile ed improvvisa sonnolenza diurna. La narcolessia è una malattia cronica che spesso si manifesta per la prima volta durante l'adolescenza con grave e significativa disabilità. L'eccessiva sonnolenza diurna è caratterizzata da numerosi e ripetuti episodi di sonno diurno della durata di circa 10-20 minuti dopo i quali l'individuo si sente temporaneamente rinvigorito.

## Epidemiologia
La narcolessia è una patologia non molto comune, negli Stati Uniti ha una frequenza di circa 3-16 per 10 000 e colpisce uomini e donne con uguale frequenza, mentre in Giappone l'incidenza è di circa 1 su 600 (16 per 10 000). Tipicamente si manifesta durante la pubertà con un'età di esordio compresa tra i 15 e i 30 anni.

## Eziologia
La fisiopatologia della narcolessia è basata su alterazione del sistema nervoso centrale ed in particolare dei centri per la regolazione del ritmo sonno-veglia. I sintomi fondamentali della narcolessia (cataplessia, allucinazioni ipnagogiche e paralisi nel sonno) sembrano essere fondamentalmente una disregolazione del sonno R.E.M.
Esperimenti clinici effettuati negli anni novanta dall'équipe di Jerome M.Siegel sui cani narcolettici hanno evidenziato che un'insolita attività del midollo allungato fosse responsabile delle cataplessie, mentre l'Università di Lione ha dimostrato che un danno nelle regioni superiori del tronco cerebrale che si collegano al midollo allungato incida nella malattia, così come un'altra area del tronco cerebrale chiamata locus coeruleus, le cui cellule diventano inattive prima e durante la cataplessia ed il sonno. In base a questi studi due sarebbero le cause concomitanti per lo sviluppo della malattia: la mancata fonte di eccitazione dei motoneuroni causata dalla sospensione delle cellule noradrenaliniche e l'attivazione, invece, del sistema parallelo nel midollo che inibisce i motoneuroni.
Contemporaneamente, alla Stanford University lo staff di ricerca di Emmanuel Mignot, ha scoperto che i cani narcolettici sarebbero vittime di una mutazione genetica del neurotrasmettitore orexina.
Una terza ipotesi è stata proposta dai ricercatori del Seiwa Hospital di Tokio, che hanno verificato il collegamento tra la narcolessia e alcuni fattori ambientali ancora ignoti, che scatenano una reazione autoimmune, capace di danneggiare i neuroni che regolano il risveglio e il tono muscolare.

## Relazione con vaccino antinfluenzale Pandemrix
Nel 2010, la Medical Products Agency svedese (MPA) e l'Istituto Nazionale Finlandese per la Salute ed il Welfare (THL) hanno ricevuto segnalazioni da parte dei professionisti sanitari svedesi e finlandesi riguardo a una sospetta relazione tra la narcolessia e la vaccinazione antinfluenzale con Pandemrix, farmaco usato per il trattamento dell’influenza suina (H1N1).
L'esordio della patologia è stato riscontrato in particolar modo nei bambini di età 12-16 anni, mediamente un paio di mesi dopo la vaccinazione.
Gli studi conclusi nel febbraio del 2011 indicano che vi è una chiara connessione tra la campagna di vaccinazione Pandemrix del 2009 e del 2010 e l'epidemia di narcolessia in Finlandia: l'aumento del rischio di contrarre la narcolessia era aumentato di nove volte rispetto ai soggetti che non avevano avuto la somministrazione della vaccinazione antinfluenzale.
Nel marzo del 2011, un comunicato stampa dell'Agenzia del Farmaco della Svezia (MPA) ha dichiarato: "I risultati di uno studio svedese indicano un rischio 4 volte maggiore di sviluppare la narcolessia nei bambini e adolescenti di età inferiore ai 20 anni, vaccinati con Pandemrix, rispetto ai bambini della stessa età, non vaccinati". Lo stesso studio ha trovato un aumento del rischio negli adulti che erano stati vaccinati con Pandemrix. L'esistenza dell'associazione tra la vaccinazione con Pandemrix e l'aumentata incidenza di narcolessia in Finlandia e Svezia, riscontrata da allora anche in Francia, Irlanda, Inghilterra e Norvegia, fu confermata dalla Agenzia europea per i medicinali nel 2014.
Seppur in Italia non risultino essere emersi nuovi casi di Narcolessia, sono stati condotti studi dal Prof. Emmanuel Mignot dell'Università di Stanford (primo centro di ricerca al mondo sulla narcolessia) in collaborazione con l'Università di Bologna diretta dal professore Giuseppe Plazzi (primo centro europeo per la ricerca sulla narcolessia) per svelare come questo vaccino possa aver agito. L'analisi degli autoanticorpi contro i differenti gangliosidi cerebrali e sulfatide da sieri di pazienti affetti da narcolessia con cataplessia associata alla vaccinazione con Pandemrix ha mostrato l'induzione della produzione di anticorpi contro singoli gangliosidi. In particolare, gli autoanticorpi contro il ganglioside GM3 sono stati associati a narcolessia con cataplessia relazionata alla vaccinazione con Pandemrix così come con l'allele HLA-DQB1*0602 che predisporrebbe alla malattia.
La ricerca attualmente è concentrata su una possibile mutazione dei linfociti T, come causa della reazione autoimmune che porta alla distruzione delle cellule di Orexina.